# Gouvernement Chaves V
 Andalousie
Chaves IV Chaves VI
Le gouvernement Chaves V est le gouvernement de l'Andalousie entre le 25 avril 2004 et le 21 avril 2008, durant la VIIe législature du Parlement d'Andalousie. Il est présidé par Manuel Chaves.

## Composition

### Initiale
| Fonction                                                   | Nom | Nom                                         | Parti  |
| ---------------------------------------------------------- | --- | ------------------------------------------- | ------ |
| Président                                                  |     | Manuel Chaves González                      | PSOE-A |
| Conseiller à la Présidence                                 |     | Gaspar Zarrías Arévalo                      | PSOE-A |
| Conseillère à l'Intérieur                                  |     | Evangelina Naranjo Márquez                  | PSOE-A |
| Conseiller à l'Économie et aux Finances                    |     | José Antonio Griñán Martínez                | PSOE-A |
| Conseillère à la Justice et à l'Administration publique    |     | María José López González                   | PSOE-A |
| Conseiller à l'Innovation, à la Science et aux Entreprises |     | Francisco Vallejo Serrano                   | PSOE-A |
| Conseiller aux Travaux publics et aux Transports           |     | Concepción Gutiérrez del Castillo           | PSOE-A |
| Conseiller à l'Emploi                                      |     | Antonio Fernández García                    | PSOE-A |
| Conseiller au Tourisme, au Commerce et aux Sports          |     | Paulino Plata Cánovas (jusqu'au 12/02/2007) | PSOE-A |
| Conseiller au Tourisme, au Commerce et aux Sports          |     | Sergio Moreno Monrové                       | PSOE-A |
| Conseiller à l'Agriculture et à la Pêche                   |     | Isaías Pérez Saldaña                        | PSOE-A |
| Conseillère à la Santé                                     |     | María Jesús Montero Cuadrado                | PSOE-A |
| Conseiller à l'Éducation                                   |     | Cándida Martínez López                      | PSOE-A |
| Conseillère à l'Égalité et au Bien-être social             |     | Micaela Navarro Garzón                      | PSOE-A |
| Conseillère à la Culture                                   |     | Rosario Torres Ruiz                         | PSOE-A |
| Conseillère à l'Environnement                              |     | Fuensanta Coves Botella                     | PSOE-A |

### Remaniement du29 janvier 2008
- Les nouveaux conseillers sont indiqués en gras, ceux ayant changé d'attributions en italique.

| Fonction                                                   | Nom | Nom                          | Parti  |
| ---------------------------------------------------------- | --- | ---------------------------- | ------ |
| Président                                                  |     | Manuel Chaves González       | PSOE-A |
| Conseiller à la Présidence                                 |     | Gaspar Zarrías Arévalo       | PSOE-A |
| Conseillère à l'Intérieur                                  |     | Evangelina Naranjo Márquez   | PSOE-A |
| Conseiller à l'Économie et aux Finances                    |     | José Antonio Griñán Martínez | PSOE-A |
| Conseillère à la Justice et à l'Administration publique    |     | María José López González    | PSOE-A |
| Conseiller à l'Innovation, à la Science et aux Entreprises |     | Francisco Vallejo Serrano    | PSOE-A |
| Conseiller aux Travaux publics et aux Transports           |     | Luis García Garrido          | PSOE-A |
| Conseiller à l'Emploi                                      |     | Antonio Fernández García     | PSOE-A |
| Conseiller au Tourisme, au Commerce et aux Sports          |     | Sergio Moreno Monrové        | PSOE-A |
| Conseiller à l'Agriculture et à la Pêche                   |     | Isaías Pérez Saldaña         | PSOE-A |
| Conseillère à la Santé                                     |     | María Jesús Montero Cuadrado | PSOE-A |
| Conseiller à l'Éducation                                   |     | Sebastián Cano Fernández     | PSOE-A |
| Conseillère à l'Égalité et au Bien-être social             |     | Micaela Navarro Garzón       | PSOE-A |
| Conseillère à la Culture                                   |     | Rosario Torres Ruiz          | PSOE-A |
| Conseillère à l'Environnement                              |     | Fuensanta Coves Botella      | PSOE-A |